# Sticherus melanoblastus
Sticherus melanoblastus là một loài dương xỉ trong họ Gleicheniaceae. Loài này được Alston E.Ø. Andersen & B. Øllg. mô tả khoa học đầu tiên năm 2001.